# Milan Zabukovec
Milan Zabukovec (partizansko ime Miloš), slovenski partizan, častnik in narodni heroj, * 16. april 1923, Spodnja Zadobrova, † 16. julij 1997, Ljubljana.

## Življenje in delo
Šest razredov ljudske šole je obiskoval v Polju pri Ljubljani, 2 razreda gimnazje v Murski Soboti (1934-1936), obrtno šolo v Ljubljani (1937-1941). Izučil se je za strojnega ključavničarja. Zaposlen je bil pri železnici v Ljubljani, sodeloval v društvih Sokol in Vzajemnost. Avgusta 1941 je postal borec Mokrške partizanske čete. Član KPS je postal leta 1942. V septembru 1942 je bil dodeljen zaščitni četi Glavnega poveljstva NOV in POS. V zaščitnih enotah je ostal večinoma do konca vojne. Po vojni je služboval v KNOJu in OZNI; od 1968-1982, ko je bil s činom polkovnika upokojen, je bil v TO RS poveljnik zaščitne brigade vojaškega in političnega vodstva SRS.

## Odlikovanja in priznanja
- Partizanska spomenica 1941
- Red za hrabrost (2 krat)
- Red bratstva in enotnosti z zlatim vencem
- Red za vojaške zasluge z zlatimi meči
- Red ljudske armade z zlato zvezdo
- Red zaslug za ljudstvo z zlatim vencem
- Red narodnega heroja (1951)
- Red dela z zlatim vencem (1974)
- Red dela z rdečo zastavo (1977)